# St. Laurentius (Bad Waldsee)
St. Laurentius ist eine Kapelle in Ehrensberg, einem Stadtteil von Bad Waldsee im Landkreis Ravensburg in Oberschwaben.

## Lage
Die Kapelle liegt auf einem L-förmigen Flurstück an der St.-Laurentius-Straße, der Straße, die nach Hittisweiler führt, etwa 100 Meter westlich der zentralen Kreuzung in Ehrensberg. Sie befindet sich auf dem Haisterkircher Rücken, in der Gemarkung Haisterkirch und gehört zur Seelsorgeeinheit Bad Waldsee.

## Architektur
Die Kapelle hat eine Länge von 13,15 Metern, eine Breite von 5,70 Metern und eine Höhe von 4,80 Metern. Auf ihrem Dach befindet sich ein Giebelreiter, der ein Kreuz trägt und eine Glocke beherbergt.

## Innenraum
Der Innenraum der Kapelle beherbergt eine Sammlung von Ausstattungsstücken aus verschiedenen Jahrhunderten. Zu den älteren Objekten zählt ein gotisches Wandkreuz aus dem 14. Jahrhundert. Ein Altar des frühen 18. Jahrhunderts sowie Figuren des Heiligen Urban, Nikolaus und Sebastian aus dem 17. und 18. Jahrhundert sind ebenfalls vorhanden. Eine stehende Muttergottes, eine kleine Lourdesgrotte und Kreuzwegstationen gehören zur Ausstattung. Die hölzerne Westempore datiert ins 16./17. Jahrhundert, das Gestühl ins 18. Jahrhundert. Ein Arma-Christi-Kreuz und ein Hinterglasbild des hl. Sebastian befinden sich ebenfalls im Innenraum.

## Geschichte
Die Geschichte dieser Kapelle lässt sich bis ins Mittelalter zurückverfolgen, auch wenn ihr heutiges Erscheinungsbild maßgeblich durch spätere Bauphasen geprägt wurde.

### Mittelalterliche Anfänge
Bereits im Jahr 1226 findet sich eine Erwähnung eines Pfarrers in Ehrensberg, was auf eine frühe kirchliche Präsenz im Ort hindeutet.

### Errichtung im 16. Jahrhundert und spätere Veränderungen
Die heutige Kapelle St. Laurentius wurde im 16. Jahrhundert erbaut. Im Laufe der Zeit erfuhr sie einige Veränderungen. So wurde im 16. oder 17. Jahrhundert eine hölzerne Westempore errichtet, wobei die Stützen erneuert wurden. Aus dem 18. Jahrhundert stammt das Gestühl mit Wangen aus Tannenholz.

### Restaurierung im 20. Jahrhundert und jüngste Sanierung
Im Jahr 1990 wurde die Kapelle restauriert. Bei diesen Arbeiten wurden an der Südwand des Chores Rötelkritzeleien freigelegt. Zudem wurde ein elektrisches Läutwerk eingebaut. Im Jahr 2024 erfolgte eine Sanierung des Außenputzes. Dabei wurden auch der Motor, die Glockenaufhängung und das Joch der historischen Glocke überarbeitet und erneuert.